# Начинающие
«Начинающие» (англ. Beginners) — американская романтическая трагикомедия режиссёра и сценариста Майка Миллса. Главные роли в фильме исполнили Юэн Макгрегор, Кристофер Пламмер, Мелани Лоран и Горан Вишнич.
Пламмер за свою роль в фильме был удостоен ряда наград, включая премии «Оскар», «Золотой глобус» и Премия Гильдии киноактёров США за лучшую мужскую роль второго плана.

## Сюжет
Фильм построен как серия взаимосвязанных флешбэков. После смерти Хэла от рака его сын Оливер размышляет о их взаимоотношениях после смерти его матери Джорджии. Вскоре после её смерти Хэл совершил каминг-аут, начав жить как открытый гей. Тогда же у него был диагностирован рак. После продолжительной болезни, во время которой Оливер ухаживал за отцом, Хэл умирает.
Через несколько месяцев после его смерти Оливер встречает на вечеринке французскую актрису Анну, с которой у него начинается роман. Противоречивые эмоции Оливера вокруг смерти отца и совместной жизни родителей, наряду с противоречивым отношением Анны к своему эмоционально неустойчивому отцу, поначалу вмешиваются в их отношения, но они всё же решают остаться вместе.

## В ролях
- Юэн Макгрегор — Оливер Филдс
- Кристофер Пламмер — Хэл Филдс
- Мелани Лоран — Анна Уоллес
- Горан Вишнич — Энди
- Кай Леннокс — Эллиот, сослуживец и лучший друг Оливера
- Мэри Пейдж Келлер — Джорджия Филдс, мать Оливера
- Чайна Шейверс — Шона, сослуживица и друг Оливера
- Лоу Тэйлор Пуччи — фокусник
- Кигэн Боос — Оливер в молодости
- Космо — пёс Артур

## Производство
Фильм основан на истории жизни отца режиссёра Майка Миллса, который в 75 лет признался в своей гомосексуальности и умер спустя пять лет.
«Начинающие» сняты на цифровую камеру Red One.

## Релиз
Премьера фильма состоялась в 2010 году на кинофестивале в Торонто. Премьера в России состоялась 8 октября 2011 года в рамках кинофестиваля Amfest.

## Приём критиков
Фильм получил положительные отзывы критиков. На сайте Metacritic лента на основе 36 рецензий получила довольно высокие 81 балл из 100. Роджер Эберт дал фильму три с половиной звезды из четырёх возможных, заявив: «Это обнадёживающая басня с глубоким оптимизмом и весёлым стилем». Allrovi (All Media Guide) назвал его «жизнеутверждающей драмой» и дал фильму четыре с половиной звезды из пяти. Газета Los Angeles Times назвала «Начинающих» как «пьянящий, сердечный фильм», в котором актёрский ансамбль вызывает «чувство большого уважения к реальным прототипам их героев» .